# 佐藤謙 (陸軍軍人)
佐藤 謙（さとう けん、1889年（明治22年）5月5日 - 1940年（昭和15年）3月2日）は、大日本帝国陸軍軍人。最終階級は陸軍少将。功四級。

## 経歴・人物
山形県出身。1911年（明治44年）陸軍士官学校第23期卒業、陸軍歩兵少尉に任官。
1937年（昭和12年）11月に陸軍歩兵大佐を経て、1939年（昭和14年）2月に歩兵第214連隊長（第11軍、第33師団）となり、贛湘作戦などで戦う。安義付近にて駐屯し、治安維持強化に努めたが、戦死した。戦死後、陸軍少将に特進。